# 스퍼터링

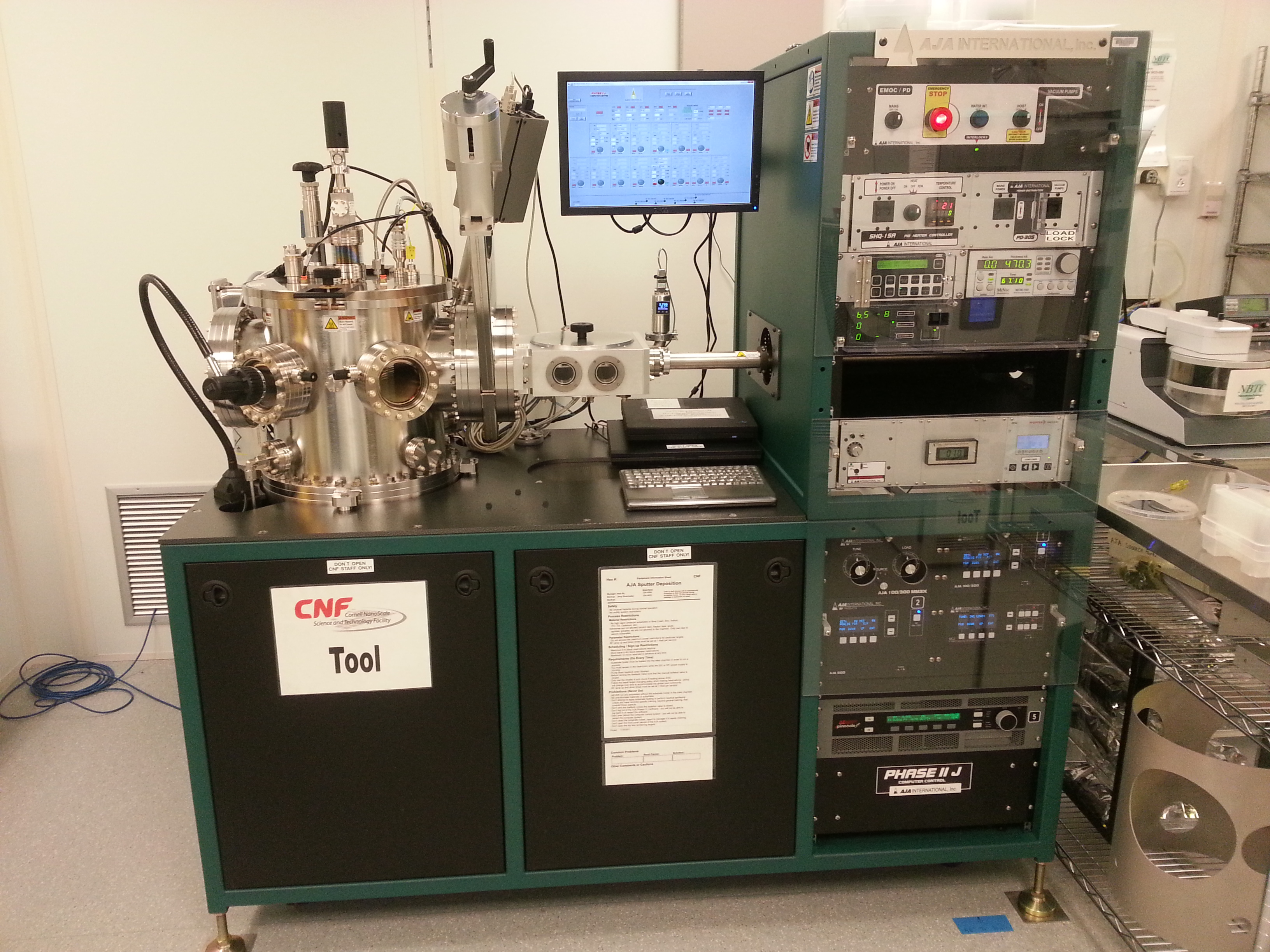
일반적인 스퍼터링 시스템

스퍼터링(Sputtering)은 집적회로 생산라인 공정에서 많이 쓰이는 진공 증착법의 일종으로 비교적 낮은 진공도에서 플라즈마를 이온화된 아르곤 등의 가스를 가속하여 타겟에 충돌시키고, 원자를 분출시켜 웨이퍼나 유리 같은 기판상에 막을 만드는 방법을 뜻한다. 스퍼터링 장비에서는 타겟쪽을 음극(Cathode)로 하고 기판쪽을 양극(Anode)로 한다. 스퍼터링 공정을 진행하는 장비를 스퍼터 혹은 스퍼터링 시스템이라 한다.

## 원리
먼저 챔버 내부를 진공에 가깝게 만든 후에 낮은 압력의 아르곤을 챔버 내로 흘려준다. 그런 다음 음극에 (-)전압을 가하면 음극(증착할 대상물질인 타겟이 장착된)과 양극(웨이퍼나 유리 같은 기판) 사이에 전기장이 형성되고 이 전기장에 노출된 Ar 가스는 Ar+로 이온화되면서 기판과 음극 간에 플라즈마가 발생한다. 음극에 장착되어 있는 타겟 물질의 표면은 기판보다 음전위로 유지되므로, Ar+(아르곤 이온)은 타겟 표면으로 가속 후 충돌되고, 소스원자와 분자들은 타겟표면에서 방출되어 기판으로 날아가 증착(deposition)이 된다. 이렇게 기판 위에 붙은 물질이 성장하게 되어 만들어진 얇은 막을 박막이라고 한다.

## 특징
스퍼터링 방식은 증류법보다 증착 능력, 복잡한 합금을 유지하는 능력이 뛰어나고, 고온에서 내열성 금속의 증착 능력이 뛰어난 특징이 있다. 스퍼터링 공정의 수율은 충돌 이온의 입사각, 타겟 물질의 조성과 결합구조, 충돌 이온의 종류, 충돌 이온의 에너지 등으로 결정지어진다.